# I Want to Live/Magic Mirror
I Want to Live/Magic Mirror è un singolo del gruppo musicale greco Aphrodite's Child, pubblicato dalla Mercury (catalogo MCF 132 505) nel 1968.

## I brani

### I Want to Live
I Want to Live, presente sul lato A del disco, è la versione in inglese di Plaisir d'amour; che è una celebre romanza composta attorno al 1785. L'adattamento del testo è di Boris Bergman, mentre il testo originale è scritto da Jean-Pierre Claris de Florian. L'arrangiamento è di Evanghelo Odysseas Papathanassiou (noto anche come Vangelis), sulla musica composta da Jean-Paul-Égide Martini.

### Magic Mirror
Magic Mirror è il brano presente sul lato B del disco. La musica è composta da Vangelis, mentre il testo è scritto da John Charles Fiddy.

## Tracce

### Lato A
1. I Want to Live (Plaisir d'amour) – 3:30

### Lato B
1. Magic Mirror – 3:10